# Bandō Tamasaburō V.

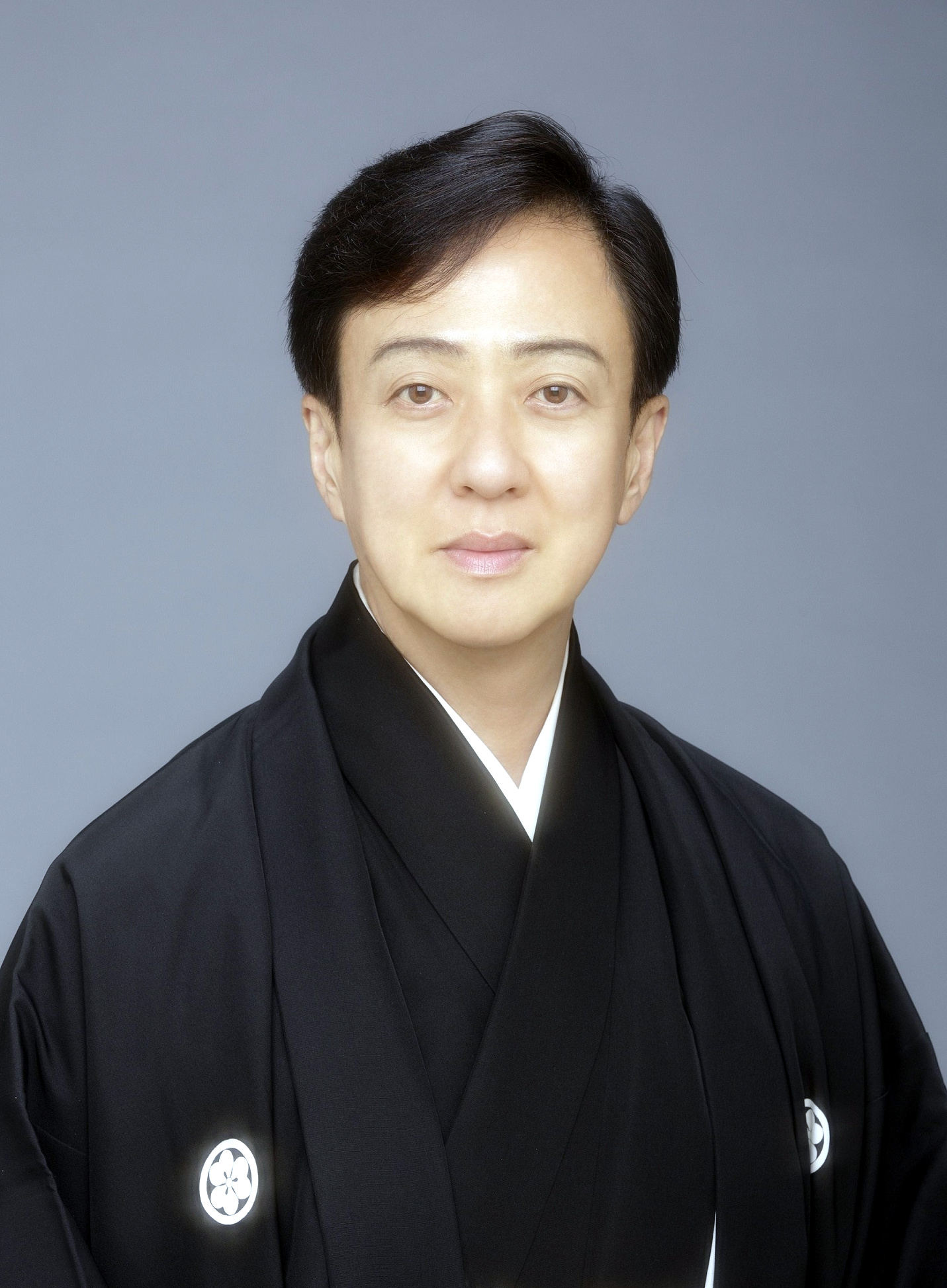
Bandō Tamasaburō V.

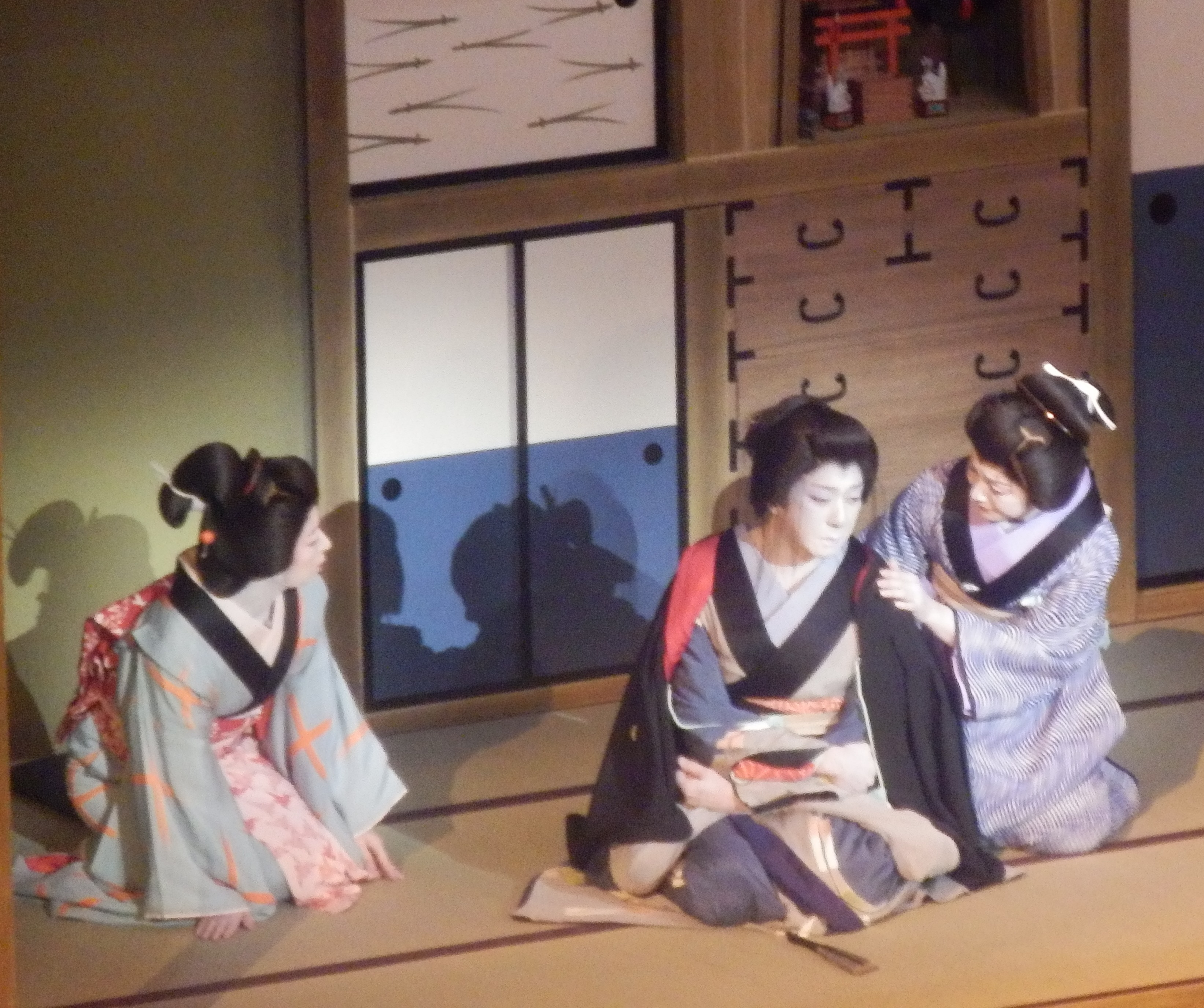
Bandō Tamasaburō V. (Mitte), 2012

Bandō Tamasaburō V. (japanisch 坂東 玉三郎 (5代目), Bandō Tamasaburō godaime eigentlich: Shin'ichi Morita (守田 伸一); * 25. April 1950 in Tokio) ist  ein japanischer Kabuki-Schauspieler.

## Leben
Bandō Tamasaburō V. gilt in Japan als ein führender Kabuki-Schauspieler in weiblichen Rollen (onnagata), obwohl er selbst nicht aus einer traditionellen Kabuki-Familie stammt. Er wurde aber vom Kabuki-Schauspieler Morita Kan'ya XIV. (1907–1975) adoptiert, der der vierte Tamasaburō Bandō war. Er trat zuerst 1957 unter dem Künstlernamen Kinoji Bandō auf und wurde 1964 der fünfte Bandō Tamasaburō (also Tamasaburō Bandō V.).
Er trat auch im Ausland in verschiedenen Genres auf, zum Beispiel 1988 in einer Ballettgala von Maurice Béjart, 1984 in der Aufführung von Sagi Musume Das Reiher-Mädchen in der Metropolitan-Opera-Centennial-Gala und 1989 im Theaterstück Nastasja von Andrzej Wajda. 2008 trat er in der Kunqu-Oper Der Pfingstrosen-Pavillon in Peking auf. 1985 trat er in verschiedenen US-Städten auf und 1986 in Paris. In Japan spielt er vor allem im Kabuki-Theater in Tokio. Er war Regisseur der Kodō One Earth Tour Special 2003 und trat bei deren 25-jährigem Jubiläum 2006 auf. 
Zu seinen Kabuki-Rollen zählen Prinzessin Shiranui in Chinsetsu Yumiharizuki („Der Mond wie ein gespannter Bogen“) von Yukio Mishima (1969), Prinzessin Sakura in Sakurahime Azuma Bunsho („Die Scharlachrote Prinzessin von Edo“) (1975), die Masaoka in Meiboku Sendai Hagi („Die angefochtene Nachfolge“) (1995), der Geist des Reihers in Sagi Musume, Prinzessin Tomi in Tenshu Monogatari („Der Schlossturm“), Akoya in Dannoura Kabuto Gunki („Die Kurtisane Akoya“), Prinzessin Taema in Narukami („Donnergott“) und Agemaki in Sukeroku Yukari no Edo Zakura („Blume von Edo“).
1991 drehte er seinen ersten Film, Gekashitsu („Operationssaal“). Sein Film „Sehnsucht“ (Yume no onna) von 1993 nahm an der 43. Berlinale teil.
Er trat mit Yo-Yo Ma 1996 in der Suntory Hall in Tokio auf, wobei er zur Cellosuite Nr. 5 von Johann Sebastian Bach tanzte.
2011 erhielt er den Kyoto-Preis, 1997 den Mainichi-Kunstpreis des Zeitschriftenverlags Mainichi, 1997 den Montblanc de la Culture Arts Patronage Award und 2009 den Kikuchi-Kan-Preis der Gesellschaft für die Förderung der japanischen Literatur. 1991 wurde er Chevalier de l´Ordre des Arts et des Lettres. 2012 wurde er in Japan Lebender Nationalschatz (ningen kokuhō).